# Општина Гаичана (Бакау)
Гаичана (рум. Găiceana) општина је у Румунији у округу Бакау.
Oпштина се налази на надморској висини од 295 m.